# تاكاشي ساسانو
تاكاشي ساسانو (باليابانية: 笹野 天史) (12 فبراير 1983 في كاناغاوا في اليابان – )؛ هو لاعب كرة قدم سابق كان يلعب كمهاجم.